# 난다 왕조
난다 왕조는 마가다의 3번째 지배 왕조이다. 난다 왕조는 샤이슈나가 왕조를 무너뜨리고 제국을 확장하여 북인도의 더 넓은 부분을 차지했다. 고대 문헌들은 난다 왕들의 이름과 통치 기간에 대해 상당한 차이가 있지만, 마하밤사에 기록된 불교 전통에 기초하여, 기원전 345년–322년 동안 통치한 것으로 보이지만, 일부 이론들은 그들의 통치의 시작을 기원전 5세기로 추정하기도 한다.
난다 왕조는 전임 왕조인 하리얀카와 샤이슈나가 왕조의 성공에 기반을 두고 더 중앙집권적인 행정 제도를 도입했다. 고대 문헌들은 아마도 새로운 화폐와 세금 체계의 도입의 결과인 큰 부를 축적한 것으로 그들에게 공을 돌렸다. 고대 문헌들은 또한 난다 왕조가 그들의 낮은 지위의 출생, 과도한 세금, 그리고 일반적인 직권 남용 때문에 그들의 신하들 사이에서 인기가 없었다고 암시한다. 마지막 난다 왕은 마우리아 제국의 시조인 찬드라굽타 마우리아에 의해 폐위되었다.
현대 역사가들은 일반적으로 고대 그리스-로마 기록에 언급된 강가리다이와 프라시의 통치자를 난다 왕으로 파악한다. 알렉산드로스 대왕의 펀자브 침공(기원전 327~325년)을 묘사하면서 그리스-로마 작가들은 이 왕국을 위대한 군사 강국으로 묘사하고 있다. 이 왕국과의 전쟁에 대한 전망과 거의 10년에 걸친 전쟁으로 인한 피로가 겹치면서 알렉산드로스의 병사들 사이에서 향수병이 퍼지며 반란이 일어나 인도 원정을 끝내게 되었다.

## 기원
난다 제국은 마우리아 제국이 갠지스강 계곡에 대제국을 세우기 전 마가다의 중요한 통치 권력이 되었다. 불교 기록에 따르면, 난다 왕조는 비밀스러운 음모나 암살이 아니라 공공연한 정복으로 왕위에 올랐다.
그리스 작가들은 젤룸강 건너편 포로스 왕국의 동쪽에 큰 왕국이 있었다고 언급한다. 이 왕국은 강가리다이와 프라시오이의 소유로 언급되며, 수도는 팔리보트라(Palibothra)인데, 이는 일반적으로 파탈리푸트라를 지칭하는 것으로 받아들여진다. 프라시오이는 "동방"을 의미하는 산스크리트어 프라치야(Prachya)에서 파생되었고, 강가리다이는 갠지스 평원에서 유래한다. 이러한 언급들은 마가다 왕국이 젤룸강 동쪽 지역까지 지배권을 확장했으며, 수도는 파탈리푸트라였다는 것을 시사한다.
인도와 그리스-로마 전통 모두 왕조의 창건자를 낮은 신분으로 묘사한다. 기원전 1세기 그리스 역사가 디오도로스 시켈로스에 따르면, 포로스는 알렉산드로스에게 당시 난다 왕은 이발사의 아들이라고 생각되었다고 말했다. 기원전 1세기 로마 역사가 퀸투스 쿠르티우스 루푸스는 포로스에 따르면 이 이발사가 매력적인 외모 덕분에 전 왕비의 정부가 되었고, 당시 왕을 배신적으로 암살했으며, 당시 왕자들의 후견인 행세를 하며 최고 권력을 찬탈했고, 나중에 왕자들을 죽였다고 덧붙였다.
아바샤카 수트라와 12세기 문헌 파리시쉬타파르반에 기록된 자이나교 전통은 그리스-로마 기록을 뒷받침하며, 첫 난다 왕이 이발사의 아들이라고 명시한다. 12세기 문헌 파리시쉬타파르반에 따르면, 첫 난다 왕의 어머니는 고급 창녀였다. 그러나 이 문헌은 또한 마지막 난다 왕의 딸이 찬드라굽타와 결혼했다고 언급하는데, 이는 크샤트리야 소녀들이 배우자를 선택하는 것이 관습이었기 때문이며, 따라서 난다 왕이 자신을 크샤트리야, 즉 전사 계급의 일원이라고 주장했음을 암시한다.
푸라나는 왕조의 창건자를 마하파드마로 명명하고, 그가 샤이슈나가 왕조의 왕 마하난딘의 아들이라고 주장한다. 그러나 이 문헌들조차 마하파드마의 어머니가 수드라 계급, 즉 바르나 중 가장 낮은 계급에 속했다고 명시하며 난다 왕조의 낮은 출신을 암시한다.
왕조 창건자의 이발사 혈통 주장은 그리스-로마와 자이나교라는 두 가지 다른 전통에 의해 입증되므로, 샤이슈나가 혈통에 대한 푸라나의 주장보다 더 신뢰할 만하다.
불교 전통은 난다 왕조를 "알 수 없는 혈통"(annata-kula)이라고 부른다. 마하밤사에 따르면, 왕조의 창건자는 우그라세나(Ugrasena)로, 원래 "변경 지역 사람"이었다. 그는 강도단에게 붙잡혔다가 나중에 그들의 우두머리가 되었다. 그는 나중에 샤이슈나가 왕 칼라소카 (또는 카카바르나)의 아들들을 축출했다.
K. N. 파니카르는 난다 왕조가 "마우리아 왕조 시대"에 인도에서 유일한 크샤트리야였다고 주장했으며, M. N. 스리니바스는 "다른 크샤트리야 카스트는 하위 카스트 출신들의 카스트 이동 과정을 통해 생겨났다"고 주장했다.:177

## 존속기간
난다 왕조의 총 존속기간에 대해서는 고대 문헌들 사이에 거의 통일된 견해가 없다. 예를 들어, 마츠야 푸라나는 초대 난다 왕의 치세만 88년으로 기록하고 있는 반면, 일부 바유 푸라나 사본은 난다 왕조의 총 존속기간을 40년으로 명시하고 있다. 16세기 불교 학자 타라나타는 난다 왕조에 29년을 할당했다.
난다 왕조 및 마가다의 다른 초기 왕조에 대한 정확한 연대를 정하는 것은 어렵다. 역사가 이르판 하비브와 비베카난드 자는 스리랑카 불교 전통에 따라 난다 왕조가 22년 동안 통치했다고 기록된 것을 바탕으로 난다 왕조의 존속기간을  기원전 344년경~기원전 322년으로 보고 있다. 역사가 우핀더 싱은 고타마 붓다가  기원전 486년경에 사망했다는 가정에 따라 난다 왕조의 통치를 기원전 364년/345년에서 기원전 324년으로 보고 있다.
천문학적 계산에 기반한 또 다른 이론에 따르면, 초대 난다 왕은 기원전 424년에 즉위했다. 이 이론의 지지자들은 또한 하티굼파 비문을 해석하여 "난다라자"(난다 왕)가 마하비라 시대 103년, 즉 기원전 424년에 번성했다고 본다.
14세기 자이나교 작가 메루퉁가는 그의 저서 비차라쉬레니에서 아반티의 왕 찬드라 프라디요타가 자이나교 지도자 마하비라와 같은 밤에 사망했다고 기록하고 있다. 그는 그의 아들 팔라카가 계승하여 60년 동안 통치했다. 그 후 난다 왕조가 파탈리푸트라에서 권력을 장악하고 아반티의 수도 우자이니를 점령했다. 9명의 왕의 통치에 걸쳐 155년 동안 지속된 난다 왕조의 통치 이후 마우리아 왕조가 권력을 잡았다. 백의파 자이나교 전통에 따르면, 마하비라는 기원전 527년에 사망했으며, 이는 메루퉁가의 기록에 따르면 난다 왕조가 기원전 467년에서 기원전 312년까지 지속되었음을 의미한다. 역사가 R. C. 마줌다르에 따르면, 메루퉁가가 제공한 모든 연대기적 세부 사항은 증거 없이 받아들여질 수 없지만, 더 신뢰할 만한 출처에 의해 반박되지 않는 한 전적으로 신뢰할 수 없는 것으로 치부될 수도 없다.

## 난다 왕조의 왕
불교, 자이나교, 푸라나 전통 모두 난다 왕이 9명이었다고 언급하지만, 이 왕들의 이름에 대해서는 자료마다 상당한 차이가 있다.
그리스-로마 기록에 따르면, 난다 왕조는 두 세대에 걸쳐 통치했다. 예를 들어, 로마 역사가 퀸투스 쿠르티우스 루푸스(1세기)는 왕조의 창시자가 이발사 출신 왕이었고, 그의 아들이 왕조의 마지막 왕이었으며, 찬드라굽타에 의해 전복되었다고 기록하고 있다. 그리스 기록에는 알렉산드로스의 동시대 인물인 아그람메스(Agrammes) 또는 크산드라메스(Xandrames)라는 한 명의 난다 왕만 언급되어 있다. "아그람메스"는 산스크리트어 "아우그라사이냐"(Augrasainya, 문자 그대로 "우그라세나의 아들이나 후손", 우그라세나는 불교 전통에 따른 왕조 창시자의 이름)의 그리스어 표기일 수 있다.
 4세기경에 인도에서 편찬된 푸라나 (그러나 이전 자료에 기반함) 또한 난다 왕조가 두 세대에 걸쳐 통치했다고 명시한다. 푸라나 전통에 따르면, 왕조의 창시자는 마하파드마였다. 마츠야 푸라나는 그에게 믿을 수 없을 정도로 긴 88년의 통치 기간을 할당하지만, 바유 푸라나는 그의 통치 기간을 28년으로만 언급한다. 푸라나는 또한 마하파드마의 8명의 아들이 그 후 총 12년 동안 연속적으로 통치했지만, 이 아들들 중 수칼파(Sukalpa)라는 이름만 언급한다. 바유 푸라나의 한 사본은 그를 "사할랴"(Sahalya)라고 명명하는데, 이는 불교 경전 디비아바다나에 언급된 "사할린"(Sahalin)과 일치하는 것으로 보인다. 18세기 푸라나 주석가 둔디라자는 난다 왕 중 한 명을 사르바타싯디(Sarvatha-siddhi)라고 명명하고, 그의 아들이 마우리아였으며, 그의 아들이 찬드라굽타 마우리아였다고 명시한다. 그러나 푸라나 자체는 난다 왕조와 마우리아 왕조 사이에 어떤 관계도 언급하지 않는다.
팔리어로 쓰여진 스리랑카 불교 경전 마하밤사에 따르면, 9명의 난다 왕들이 있었다. 그들은 형제들이었고, 총 22년 동안 연속적으로 통치했다. 이 아홉 왕들은 다음과 같다.
1. 우그라세나 (팔리어로는 우그가세나)
2. 판두카
3. 판두가티
4. 부타팔라
5. 라슈트라팔라
6. 고비샤나카
7. 다샤시다카
8. 카이바르타
9. 다나

## 영토

난다 왕조의 전임 및 후임 왕조의 통치 기간을 포함한 마가다 제국의 영토 진화 추정치

난다 제국의 수도는 인도 동부 마가다 지역의 파탈리푸트라 (현재의 파트나 근처)에 위치했다. 이는 불교 및 자이나교 전통과 산스크리트 연극 무드라락샤사에 의해 확인된다. 푸라나 또한 난다 왕조와 마가다 지역을 통치했던 샤이슈나가 왕조를 연결한다. 그리스 기록에 따르면 아그람메스(난다 왕으로 확인됨)는 강가리다이 (갠지스강 계곡)와 프라시(아마도 산스크리트어 프라치아스, 문자 그대로 "동방인"의 음역)의 통치자였다. 후기 작가 메가스테네스(( 기원전 300년경)에 따르면, 파탈리푸트라(그리스어: 팔리보트라)는 프라시의 나라에 위치해 있었으며, 이는 파탈리푸트라가 난다 왕조의 수도였음을 더욱 확인시켜 준다.
난다 제국은 현재의 펀자브에서 동쪽으로 오디샤주까지 뻗어 있었던 것으로 보인다. 고대 그리스 기록, 푸라나, 하티굼파 비문 등 다양한 역사적 자료를 분석한 결과, 난다 왕조는 인도 동부, 갠지스강 계곡, 그리고 적어도 칼링가의 일부를 통제했던 것으로 보인다. 또한 중앙 인도의 아반티 지역도 통제했을 가능성이 매우 높으며, 이는 후계자인 찬드라굽타 마우리아가 현재의 구자라트주 서인도를 정복할 수 있게 했다. 자이나교 전통에 따르면, 난다 왕조의 대신은 해안 지역까지 전 국토를 정복했다.
푸라나는 난다 왕 마하파드마가 크샤트리야들을 멸망시키고 무적의 주권을 얻었다고 명시한다. 그에 의해 멸종되었다고 전해지는 크샤트리야들에는 미틸라, 카셰야, 이크슈바쿠, 판찰라, 슈라세나, 쿠루, 하이하야, 비티호트라, 칼링가, 아슈마카 등이 포함된다.
- 미틸라(문자적으로, "미틸라의") 영토는 마가다 북쪽에 위치했으며, 현재의 네팔과 북부 비하르주 경계에 있었다. 이 지역은 기원전 5세기 왕 아자타샤트루의 통치 기간 동안 마가다의 통제하에 들어왔다. 난다 왕조는 아마도 마가다로부터 어느 정도 독립성을 유지했을 수 있는 지역 족장들을 복속시켰을 것이다.[24]
- 카셰야족은 카시, 즉 현재의 바라나시 주변 지역 주민들이었다. 푸라나에 따르면, 샤이슈나가 왕자가 카시를 통치하도록 임명되었으며, 이는 이 지역이 샤이슈나가 통제하에 있었음을 시사한다. 난다 왕조는 샤이슈나가 왕자의 후계자로부터 이곳을 점령했을 수 있다.[22]
- 이크슈바쿠족은 현재의 우타르프라데시주의 역사적인 코살라 지역을 통치했으며, 아자타샤트루의 통치 기간 동안 마가다 왕국과 충돌했다. 비루다카의 통치 이후 그들의 역사는 불분명하다. 11세기 이야기 모음집 카타사리트사가라의 한 구절은 코살라 지역의 아요디아 마을에 있는 난다 진영(카타카)을 언급한다. 이는 난다 왕이 코살라로 군사 작전을 나갔음을 시사한다.[22]
- 판찰라족은 코살라 지역의 북서쪽에 있는 갠지스 계곡을 점령했으며, 난다 왕조 시대 이전에 마가다 군주들과의 충돌 기록은 없다. 따라서 난다 왕조가 그들을 복속시킨 것으로 보인다.[22] 그리스 기록에 따르면, 알렉산드로스는 펀자브 지역에서 동쪽으로 진군할 경우 아그람메스 왕(난다 왕으로 확인됨)과 맞서 싸울 것으로 예상했다. 이는 난다 영토가 현재 서부 우타르프라데시주의 갠지스강까지 확장되었음을 시사한다.[7]
- 수라세나족은 마투라 주변 지역을 통치했다. 그리스 기록에 따르면, 그들은 프라시의 왕, 즉 난다 왕에게 종속되어 있었다.[24]
- 쿠루크셰트라의 성지를 포함하는 쿠루 영토는 판찰라 영토의 서쪽에 위치했다.[25] 그리스 기록에 따르면 강가리다이와 프라시의 왕이 이 지역을 통제했으며, 이는 쿠루 영토에 대한 난다 정복의 증거로 볼 수 있다.[24]
- 하이하야족은 중앙 인도 나르마다강 계곡을 통치했으며, 수도는 마히쉬마티였다.[26] 난다 왕조가 이 영토를 통제했을 가능성은 전임자인 샤이슈나가 왕조가 중앙 인도의 아반티 통치자들을 복속시켰다고 전해지고(푸라나에 따르면), 후임자인 마우리아 왕조가 중앙 인도를 통치했던 것으로 알려져 있다는 점을 고려할 때 불가능해 보이지 않는다.[27]
- 비티호트라족은 푸라나에 따르면 하이하야족과 밀접하게 관련되어 있었다. 그들의 주권은 아반티의 프라디요타 왕조가 등장하기 전, 난다 왕조와 샤이슈나가 왕조가 권력을 잡기 훨씬 이전에 끝났다고 전해진다. 그러나 푸라나의 바비샨누키르타나(Bhavishyanukirtana)에 있는 구절은 비티호트라족이 샤이슈나가 왕조의 동시대 인물이었음을 시사한다. 샤이슈나가 왕조가 프라디요타 왕조를 물리친 후 프라디요타 왕자를 종속 통치자로 복원했을 가능성이 있다. 난다 왕조가 이 비티호트라 통치자를 물리쳤을 수도 있다.[24] 자이나교 작가들은 난다 왕조를 프라디요타 왕의 아들 팔라카의 후계자로 묘사한다.[28]
- 칼링가족은 현재의 오디샤주와 안드라프라데시주의 해안 지역을 점령했다.[27] 난다 왕조의 이 지역 통제는 후대 왕 카라벨라 ( 1세기 또는 2세기경)의 하티굼파 비문에 의해 입증된다.[7] 이 비문은 "난다 라자"(난다 왕)가 칼링가에 운하를 팠고, 칼링가에서 자이나교 우상을 가져갔다고 명시한다.[9] 이 비문에 따르면, 이 운하는 "티-바사-사타"년 전에 파였다. 이 용어는 "삼백" 또는 "백삼"으로 다양하게 해석된다.[29]
- 아슈마카족은 데칸 지역의 고다바리강 계곡을 점령했다.[27] 한 이론에 따르면, 이 지역의 난데드는 원래 "나우 난드 데흐라"(아홉 난다 왕들의 거처)라고 불렸으며, 이는 이 지역에 대한 난다 왕조의 통제 증거로 간주될 수 있다. 그러나 난다 왕조의 통치가 빈디아 산맥 남쪽까지 확장되었다는 구체적인 증거는 없다.[9][27]

아마라바티의 펀치 마크 주화는 마우리아 왕조를 포함한 마가다의 다른 왕조 외에도 난다 왕조 시대로 거슬러 올라가는 제국 표준 주화를 보여주었다. 그러나 이 지역이 마가다 통치자들에 의해 언제 병합되었는지는 확실하지 않다.
일부 쿤탈라 지방(북 마이소르) 비문은 난다 왕조가 이곳도 통치했으며, 이는 현재의 카르나타카주 남인도의 일부를 포함했다고 시사한다. 그러나 이 비문들은 비교적 후기(약 기원전 1200년)에 작성된 것이므로, 이 맥락에서는 신뢰할 수 있는 것으로 간주할 수 없다. 마가다 제국은 난다 왕조의 후계자인 마우리아 왕조의 통치 기간 동안 남인도의 일부를 포함했지만, 그들이 이 지역을 어떻게 통제하게 되었는지에 대한 만족스러운 설명은 없다. 예를 들어, 반다니케에서 발견된 비문은 다음과 같이 명시한다.
| “ | 쿤탈라 지방(마이소르 북서부와 봄베이 관구 남부 지역을 포함)은 나바난다(nava-Nanda), 굽타 왕조, 마우리아 왕조에 의해 통치되었고, 그 후 랏타 왕조가 통치했으며, 그 다음은 찰루키아 왕조, 그 다음은 칼라추리아 왕조, 그리고 그 다음은 (호이살라) 발라라 왕조가 통치했다. | ” |
|   | — 반다니케 비문 |   |

## 군사력
알렉산드로스 대왕은 아그람메스 또는 크산드라메스 시대에 인도 북서부를 침공했는데, 현대 역사가들은 그들을 마지막 난다 왕인 다나 난다로 본다. 기원전 326년 여름, 알렉산드로스 군대는 베아스강 (그리스어: 히파시스)에 도달했으며, 그 너머에 난다 영토가 있었다.
쿠르티우스에 따르면, 알렉산드로스는 아그람메스가 20만 명의 보병, 2만 명의 기병, 3천 마리의 전투 코끼리, 2천 대의 4두 전차를 보유하고 있다는 것을 알게 되었다. 디오도로스는 코끼리 수를 4천 마리로 기록하고 있다. 플루타르코스는 보병을 제외하고 이 수치를 훨씬 부풀렸다. 그에 따르면 난다 군대는 20만 명의 보병, 8만 명의 기병, 6천 마리의 코끼리, 8천 대의 전차를 포함했다. 알렉산드로스에게 보고된 숫자가 침략자들을 오도하려는 동기가 있던 현지 인도 인구에 의해 과장되었을 가능성이 있다.
난다 군대는 알렉산드로스 군대와 맞설 기회가 없었다. 알렉산드로스의 병사들은 베아스강에서 반란을 일으켜 더 동쪽으로 나아가기를 거부했다. 알렉산드로스의 병사들은 기원전 330년 헤카톰필로스에서 처음으로 고향으로 돌아가기 위해 동요하기 시작했고, 그 후 몇 년 동안 인도 북서부에서 겪은 거센 저항은 그들을 낙담시켰다. 난다 군대와 맞서야 한다는 전망에 직면하자 그들은 반란을 일으켰고, 알렉산드로스는 인도에서 철수할 수밖에 없었다.
그리스 작가들은 또한 강가리다이와 프라시가 훌륭한 군사 전통을 가지고 있다고 언급하며, 기원전 4세기 후반 알렉산드로스 대왕의 인도 침공 당시 그 나라가 두 세력의 통치하에 있었다는 사실을 시사한다. 이 두 세력은 연합체였거나, 한 세력이 다른 세력을 압도했을 수 있다. 디오도로스가 크산드라메스 또는 아그람메스라고 언급한 왕은 난다 왕으로 여겨지며, 이는 난다 왕조가 강가리다이 땅을 포함하여 동쪽의 이 광대한 땅을 통제하고 있었다는 것을 시사한다.

## 행정
오늘날 난다 행정에 대한 정보는 거의 남아 있지 않다. 푸라나는 난다 왕을 에카라트("단일 통치자")로 묘사하는데, 이는 난다 제국이 사실상 독립적인 봉건 국가들의 집합이라기보다는 통합된 군주제였음을 시사한다. 그러나 그리스 기록은 더 연방적인 형태의 통치 체계를 시사한다. 예를 들어, 아리아노스는 베아스강 너머의 땅이 "정의와 온건함으로 권한을 행사하는 귀족정"에 의해 통치되었다고 언급한다. 그리스 기록은 강가리다이와 프라시를 별도로 언급하지만, 이 둘이 공통의 군주에 의해 통치되었음을 시사한다. 역사가 H. C. 라야초두리는 난다 왕조가 현재의 비하르주와 우타르프라데시주의 핵심 영토에 대해 중앙집권적인 통제를 유지했지만, 제국의 국경 지역에는 상당한 자율성을 허용했다고 이론화한다. 이는 불교 전설에서 찬드라굽타가 난다 왕조의 수도를 공격했을 때 그들을 물리칠 수 없었지만, 제국의 국경 지역을 점진적으로 정복했을 때 성공했다는 이야기에서 시사된다.
난다 왕조는 하리얀카와 샤이슈나가 전임자들이 통치했던 마가다 왕국을 강화하여 북인도 최초의 대제국을 건설한 것으로 보인다. 역사가들은 마가다의 이 왕조들의 정치적 성공을 설명하기 위해 다양한 이론을 제시했다. 마가다의 수도인 파탈리푸트라는 갠지스강과 손강의 합류점에 위치하여 자연적으로 보호되었다. 갠지스강과 그 지류는 왕국을 중요한 무역로와 연결시켰다. 이 왕국은 비옥한 토지와 인접 지역의 재목과 코끼리에 대한 접근성을 가졌다. 일부 역사가들은 마가다가 브라만교 정통주의로부터 비교적 자유로웠으며, 이는 정치적 성공에 역할을 했을 수 있다고 주장했지만, 이 주장의 진위 여부를 평가하기는 어렵다. D. D. 코삼비는 마가다가 철광석 광산에 대한 독점을 통해 제국 확장에 큰 역할을 했다고 이론화했지만, 역사가 우핀더 싱은 마가다가 이 광산에 대한 독점권을 가지고 있지 않았고, 역사적인 마가다 지역의 철광석 채굴은 훨씬 나중에 시작되었다는 점을 지적하며 이 이론에 이의를 제기했다. 그러나 싱은 인접한 초타 나그푸르 고원이 많은 광물과 기타 원자재가 풍부했으며, 이에 대한 접근성은 마가다에게 자산이 되었을 것이라고 언급한다.

### 대신과 학자
자이나교 전통에 따르면, 칼파카는 초대 난다 왕의 대신이었다. 그는 마지못해 대신이 되었지만, 직책을 맡은 후 왕이 공격적인 팽창주의 정책을 채택하도록 장려했다. 자이나교 문헌들은 난다 제국의 대신직이 세습되었다고 시사한다. 예를 들어, 마지막 난다 왕의 대신이었던 샤카탈라가 사망한 후, 그의 자리는 그의 아들 스툴라바드라에게 제안되었고, 스툴라바드라가 그 제안을 거절하자 샤카탈라의 둘째 아들 쉬리야카가 대신으로 임명되었다.
브리하트카타 전통은 난다 왕조 통치하에 파탈리푸트라 도시가 물질적 번영의 여신(락슈미)뿐만 아니라 학문의 여신(사라스바티)의 거주지가 되었다고 주장한다. 이 전통에 따르면, 바르샤, 우파바르샤, 파니니, 카티야나, 바라루치, 비아디와 같은 저명한 문법학자들이 난다 시대에 살았다. 이 기록의 대부분은 신뢰할 수 없는 민속이지만, 파탄잘리 이전에 살았던 일부 문법학자들이 난다 시대에 살았을 가능성이 있다.

### 부

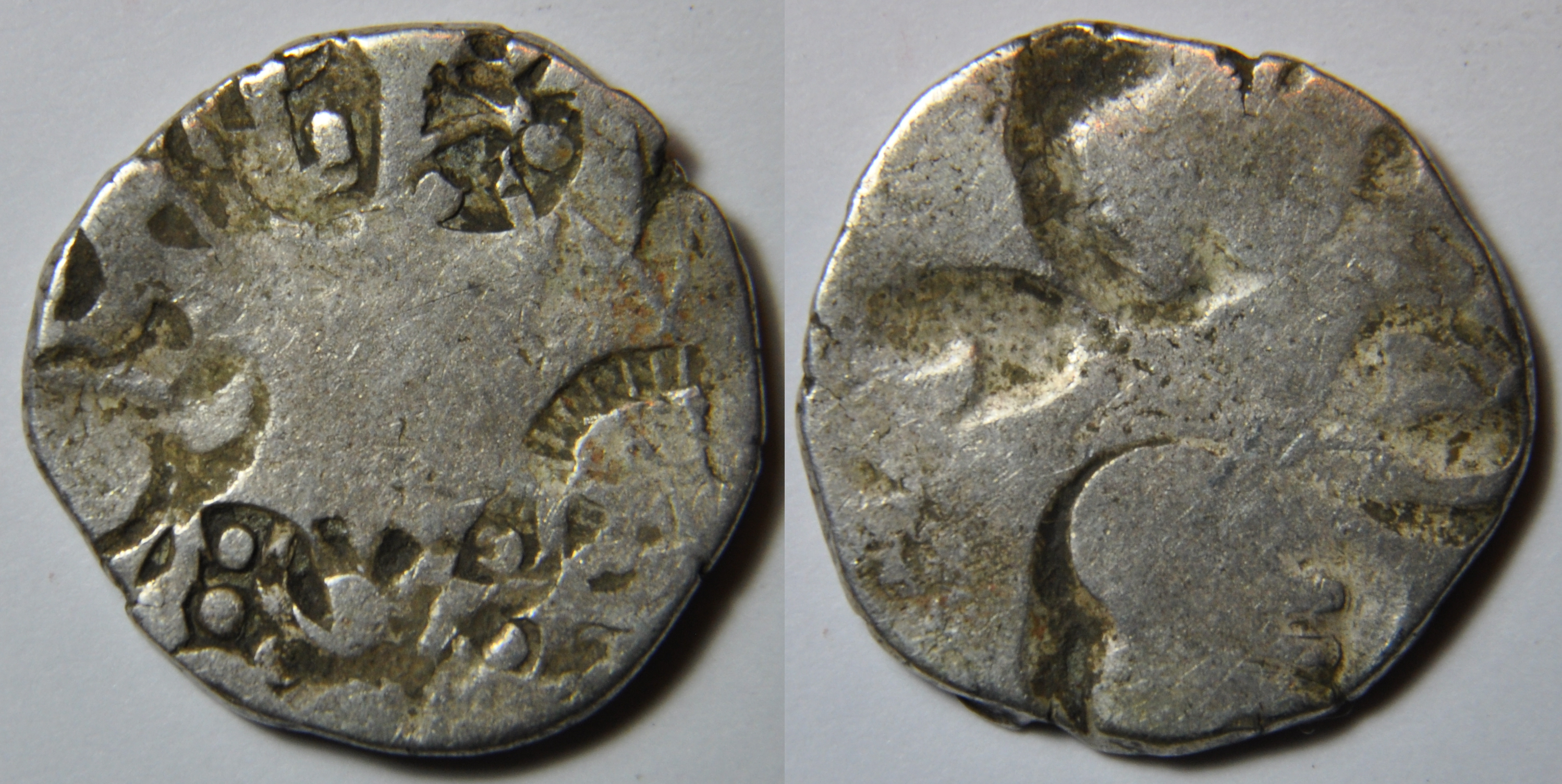
마가다 제국(기원전 600년~32년)의 1 카르샤파나 은화, 마하파드마 난다 왕 또는 그의 아들들(기원전 346년~321년) 앞면: 다양한 상징 뒷면: 코끼리를 포함한 다양한 상징. 크기: 17mm 무게: 2.5g.

여러 역사적 자료들은 난다 왕조의 막대한 부를 언급한다. 마하밤사에 따르면, 마지막 난다 왕은 보물 축적가였으며, 80 코티 (8억)에 달하는 부를 모았다. 그는 이 보물들을 갠지스강 바닥에 묻었다. 그는 가죽, 껌, 나무, 돌을 포함한 모든 종류의 물품에 세금을 부과하여 추가적인 부를 얻었다.
타밀어 시인 마물라나르의 한 구절은 "난다 왕조의 헤아릴 수 없는 부"가 "나중에 갠지스강의 홍수에 쓸려가 가라앉았다"고 언급한다. 이 구절에 대한 또 다른 해석은 이 부가 갠지스강 물 속에 숨겨져 있었다는 것이다. 7세기 중국 여행가 현장은 "난다 왕의 일곱 보물의 다섯 보물"을 언급한다.
그리스 작가 크세노폰은 그의 저서 키루스의 교육(기원전 4세기)에서 인도의 왕이 매우 부유했으며, 서아시아 왕국들 간의 분쟁을 중재하기를 열망했다고 언급한다. 크세노폰의 책이 기원전 6세기 사건(키루스 2세 시대)을 묘사하고 있음에도 불구하고, 역사가 H. C. 라야초두리는 작가가 묘사한 인도 왕의 이미지가 동시대 난다 왕을 기반으로 했을 수 있다고 추측한다.
파니니의 문법 주석인 카시카(Kashika)는 난도파크라마니 마나니(Nandopakramani manani)를 언급하는데, 이는 난다 왕조가 도입한 측정 표준이다. 이는 그들이 새로운 화폐 시스템과 펀치 마크 주화를 도입한 것을 의미할 수 있으며, 이것이 그들의 많은 부의 원인이었을 수 있다. 고대 파탈리푸트라 유적에서 발견된 동전 더미는 아마도 난다 왕조 시대에 속할 것이다.

## 종교
브론크호르스트에 따르면, 난다 왕조와 마우리아 왕조는 대마가다 지역에서 기원한 종교, 즉 자이나교와 아지비카교를 후원한 것으로 보인다. 그러나 제국의 통치자들은 신민들을 다른 종교로 개종시키려 하지 않았으며, 이 통치자들이 어떤 동시대 종교도 차별했다는 증거는 없다. 갠지스강과 야무나강 합류 지점 동쪽의 대마가다는 제2차 도시화가 일어났고, 자이나교와 불교가 기원한 지역이다. 브론크호르스트에 따르면, 이곳은 이 합류 지점 서쪽의 베다 브라만교의 중심지인 아리아바르타 밖에 있었으며, 주로 단일 국가인 쿠루 왕국과 연관되었다. 브론크호르스트에 따르면, 난다 황제들과 이후 마우리아 황제들은 브라만교에 거의 관심이 없었고, 난다와 마우리아 왕조의 베다 중심지 정복은 브라만들에게 후원자를 빼앗아 베다 의례 전통의 생존을 위협했으며, 불교와 자이나교가 마가다 경계를 넘어 종교를 전파할 기회를 만들었다. 훨씬 후대의 자이나교 전설은 여러 난다 대신들이 자이나교에 기울어 있었다고 시사한다. 마지막 난다 왕의 대신이었던 샤카탈라가 사망했을 때, 그의 아들 스툴라바드라는 아버지의 직책을 물려받기를 거부하고 대신 자이나교 승려가 되었다. 스툴라바드라의 형제 쉬리야카는 그 자리를 받아들였다.
그러나 여러 다른 인도학자 및 학자들은 동서 간의 날카로운 문화적 분열, 초기 마가다에서 브라만화의 영향이 적었다는 주장, 그리고 그의 제안된 텍스트 연대기 개정에 대해 요하네스 브론크호르스트의 주장에 의문을 제기했으며, 또한 새로운 이념적 경향을 형성하는 데 있어서 사회경제적 및 정치적 발전의 역할을 간과했다고 비판했다.
패트릭 올리벨레에 따르면, 마가다의 슈라마나 선지자들을 브라만적이지 않거나, 반브라만적이며, 심지어 후기 종파 금욕주의자들의 비아리안적 선구자로 보는 이들은 이용 가능한 증거를 훨씬 뛰어넘는 결론을 도출하고 있다.

## 건축
K. P. 자야스왈이 파탈리푸트라의 쿰라르에서 발견한 화강암 아치 파편은 마우리아식 광택이 있는 선 마우리아-난다 시대의 삼엽 아치문의 쐐기형 아치돌 파편으로 분석되었으며, 여기에 고대 브라흐미 문자 세 개의 석공 표식이 새겨져 있다. 이는 아마도 토라나를 장식했을 것이다. 들여쓰기가 있는 쐐기 모양의 돌은 양면에 마우리아식 광택이 있으며 수직으로 매달려 있었다.

## 난다기
K. P. 자야스왈에 따르면, 난다기는 세 가지 출처에서 언급된다. 카라벨라의 하티굼파 비문은 난다기 103년에 난다 왕이 운하를 건설했다고 언급한다. 비루니에 따르면, 슈리-하르샤 시대는 카나우지와 마투라 지역에서 사용되었고, 슈리-하르샤 시대와 비크라마 시대 사이에는 400년의 차이가 있었는데, 이는 기원전 458년에 해당하며, 그 속성은 난다 왕들과 일치했다. 12세기 찰루키아 왕 비크라마디티야 6세의 예다라바 비문에 따르면, 난다기는 비크람기 및 샤카기와 함께 존재했으며, 새로운 기년법인 찰루키아기를 위해 폐지되었지만, 다른 학자들은 증거가 너무 미약하여 결론을 내릴 수 없다고 주장했다.

## 인기도와 전복
모든 역사적 기록들은 마지막 난다 왕이 신민들 사이에서 인기가 없었다는 데 동의한다. 디오도로스에 따르면, 포로스는 알렉산드로스에게 당시 난다 왕은 "가치 없는 인물"이었으며, 낮은 출신으로 여겨져 신민들에게 존경받지 못했다고 말했다. 쿠르티우스 또한 포로스에 따르면 난다 왕은 신민들에게 경멸받았다고 진술한다. 알렉산드로스를 만났다고 주장하는 플루타르코스에 따르면, 안드로코토스(찬드라굽타로 확인됨)는 나중에 알렉산드로스가 난다 왕이 사악하고 낮은 출신으로 신민들에게 미움을 받고 경멸받았기 때문에 난다 영토(강가리다이와 프라시)를 쉽게 정복할 수 있었을 것이라고 선언했다. 스리랑카 불교 전통은 난다 왕조가 탐욕스럽고 억압적인 세금을 부과했다고 비난한다. 인도의 푸라나들은 난다 왕조를 아다르미카(adharika)라고 불렀는데, 이는 그들이 다르마나 의로운 행위의 규범을 따르지 않았음을 나타낸다.
난다 왕조는 그의 멘토(이자 나중의 대신)인 차나키야의 지원을 받은 찬드라굽타 마우리아에 의해 전복되었다. 일부 기록에서는 찬드라굽타를 난다 가문의 일원으로 언급한다. 예를 들어, 11세기 작가 크세멘드라와 소마데바는 찬드라굽타를 "진정한 난다의 아들"(푸르바-난다-수타)로 묘사한다. 비슈누 푸라나에 대한 그의 주석에서 둔디라자(Dhundiraja)는 찬드라굽타의 아버지를 마우리아라고 명명한다. 그는 마우리아를 난다 왕 사르바타싯디와 사냥꾼의 딸 무라의 아들로 묘사한다.
불교 경전 밀린다왕문경은 난다 장군 바다살라(산스크리트어: 바드라샬라)와 찬드라굽타 사이의 전쟁을 언급한다. 이 경전에 따르면, 이 전쟁으로 인해 1만 마리의 코끼리, 10만 마리의 말, 5천 명의 마부, 10억 명의 보병이 학살되었다. 이는 분명히 과장이지만, 난다 왕조의 전복이 폭력적인 사건이었음을 시사한다.

## 참고 자료
- Bronkhorst, Johannes (2007). 《Greater Magadha》. Brill.
- Bronkhorst, Johannes (2011). 《Buddhism in the Shadow of Brahmanism》. BRILL. ISBN 978-90-04-20140-8.
- Dilip Kumar Ganguly (1984). 《History and Historians in Ancient India》. Abhinav Publications. 23쪽. ISBN 978-0-391-03250-7.
- Irfan Habib; Vivekanand Jha (2004). 《Mauryan India》. A People's History of India. Aligarh Historians Society / Tulika Books. ISBN 978-81-85229-92-8.
- Hiltebeitel, Alf (2007), 《Hinduism. In: Joseph Kitagawa, "The Religious Traditions of Asia: Religion, History, and Culture". Digital printing 2007》, Routledge, ISBN 978-1-136-87590-8, 2023년 7월 3일에 원본 문서에서 보존된 문서, 2016년 2월 13일에 확인함
- Jyoti Prasad Jain (2005) [1964]. 《Jaina Sources of the History of Ancient India: 100 BC - AD 900》. Munshiram Manoharlal. ISBN 9788121511407.
- R. C. Majumdar (1976). 《Readings in political history of India: Ancient, Mediaeval, and Modern》. B.R. / Indian Society for Prehistoric and Quaternary Studies. ISBN 9788176467841.
- Mackenzie, John, 편집. (2016년 1월 12일). 〈Nanda Empire〉. 《The Encyclopedia of Empire》 (영어) 1판. Wiley. doi:10.1002/9781118455074. ISBN 978-1-118-44064-3.
- Nath, Vijay (2001), “From 'Brahmanism' to 'Hinduism': Negotiating the Myth of the Great Tradition”, 《Social Scientist》 29 (3/4): 19–50, doi:10.2307/3518337, JSTOR 3518337
- R. K. Mookerji (1966). 《Chandragupta Maurya and His Times》. Motilal Banarsidass. ISBN 978-81-208-0405-0.
- H. C. Raychaudhuri (1988) [1967]. 〈India in the Age of the Nandas〉.   K. A. Nilakanta Sastri. 《Age of the Nandas and Mauryas》 Seco판. Delhi: Motilal Banarsidass. ISBN 978-81-208-0466-1.
- Roy, Kaushik (2012년 10월 15일). 《Hinduism and the Ethics of Warfare in South Asia: From Antiquity to the Present》 (영어). Cambridge University Press. ISBN 978-1-107-01736-8.
- Singh, Upinder (2008). 《A History of Ancient and Early Medieval India: From the Stone Age to the 12th Century》. Pearson Education India. ISBN 978-81-317-1677-9.
- Sujato, Bhikkhu; Brahmali, Bhikkhu (2014). 《The Authenticity of the Early Buddhist Texts》. Buddhist Publication Society.
- Ian Worthington (2014). 《By the Spear: Philip II, Alexander the Great, and the Rise and Fall of the Macedonian Empire》. Oxford University Press. ISBN 978-0-19-992986-3.

틀:Uttarakhand